# Puzzle De Pon! R
Puzzle De Pon! R est un jeu vidéo de puzzle développé par Visco et édité par SNK en 1997 sur Neo-Geo MVS (NGM 235),,.

## Série
1. Puzzle De Pon! (MVS, 1995)
2. Puzzle De Pon! R (1997)